# Maxime Bonnet (1878-1959)
Ne doit pas être confondu avec Maxime Bonnet (1923-2015).
Pour les articles homonymes, voir Bonnet.
Maxime Bonnet (La Longeville, le 27 février 1878 - Shindenbaru, le 19 mars 1959) est un missionnaire catholique français au Japon.
Ordonné le 21 juin 1903 à l'archidiocèse de Besançon, il prêche à Nagasaki, Kagoshima, Miyazaki, Tachiarai, ou encore Iizuka, au nom de la Société des missions étrangères de Paris,,.